# Кременчуцька вулиця (Санкт-Петербург)
Кременчу́цька ву́лиця — вулиця в Центральному районі Санкт-Петербурга. Поєднує Теліжну вулицю з набережною Обвідного каналу (Отаманський міст). Протяжність — 1250 м.

## Історія
Вулиця закладена 16 квітня 1887 року.

## Будинки і споруди
Непарна сторона:
- д. 25 — Будівля перебування для осіб Центрального району
- д. 25/4П — ТОВ «Желдорекспедіція Північно-Захід»
- д. 27 — ГУП Дорожнє спеціалізоване підприємство «Купчинська»

Парна сторона:
- д. 4 — патолого-анатомічне відділення при лікарні ім. С. П. Боткіна
- д. 8А — бізнес-центр

## Транспорт
- Метро: Площа Олександра Невського-1

## Перетинає наступні вулиці
З півночі на південь:
- Теліжна вул.
- Миргородська вулиця
- Отаманська вул.
- Набережна Обвідного каналу